# Особливості розвитку ринку ПФІ в США
До похідних цінних паперів США відносяться опціони на акції, біржові індекси, валюту, форвардні контракти по фінансовим інструментам, а також процентні, валютні та золоті ф'ючерси.

## Історична довідка

### Опціони
Опціонні контракти з цінних паперів набули широкого поширення в 70 рр. ХХ століття, коли торгівля ними була стандартизована і стала здійснюватися на фондовій біржі. Вперше — в 1973 на Чиказькій біржі опціонів. В даний час практично вся торгівля опціонами зосереджена на спеціалізованих опціонних і універсальних фондових біржах.
Якщо на початку торгівля опціонами здійснювалася тільки по 16 акціям великих компаній США, то сьогодні торгівля ведеться вже на 1400 акцій
різних компаній, біржові індекси, валюту, ф'ючерсні контракти і казначейські облігації.
Торгівля опціонами ведеться традиційним способом голосом, хоча заявки на торги подаються по спеціальних каналах електронного зв'язку. У торгівлі опціонами беруть участь маркет-мейкери, які виступають виключно в ролі дилерів і брокерів торгового залу, виконуючі доручення клієнтів. Всі контракти стандартизовані і, як правило, контракт на акції полягає на 100 одиниць базового активу. Крім того, контракти мають певну дату закінчення і стандартні правила зміни ціни реалізації.
Всі розрахунки здійснюються через клірингову організацію -Опціонну клірингову корпорацію, яка обслуговує всі біржі, на яких ведеться опціонаая торгівля. Індексні опціони вперше з'явилися на Чиказькій біржі опціонів в 1983 р Сьогодні вони займають перше місце серед опціонних контрактів. Найпоширеніший -контракт на індекс S & P 100, один пункт зміни якого дорівнює 100 $.Другий великий ринок опціонів — Американська фондова біржа опціонів, на якій звертаються приблизно 1 \ 3 всіх опціонів на акції. Наступна — Філадельфійська фондова біржа, яка є центром торгівлі валютними опціонами.

### Ф'ючерси
На товарних біржах США основним об'єктом торгівлі виступають ф'ючерсні контракти. Найбільш популярні і значні з них — це 32
ф'ючерси за короткостроковими державними облігаціями і біржовими індексами.
Перші товарні ф'ючерсні контракти з'явилися в США в середині XIX століття, торгівля ними велася Чиказької торгової палатою, контракти в
основному полягали на зернові культури. У 20 рр. ХХ століття з'являється найважливіший елемент ф'ючерсної торгівлі — Клірингова палата і тоді жповністю сформувався власне механізм ф'ючерсної торгівлі.
У 70 рр. ХХ століття з'являються фінансові ф'ючерси. У 1972 р — на валюту, потім на казначейські векселі, процентні ставки. У 1982 р — на
біржові індекси.
В даний час обсяг торгівлі фінансовими ф'ючерсами на багато перевершує обсяг торгівлі товарними контрактами.
Основні біржі фінансових ф'ючерсів — Чиказька торгова палата, яка спеціалізується на контрактах за казначейськими зобов'язаннями, а також Чиказька товарна біржа, де звертаються ф'ючерси на фондові індекси, процентні ставки і валюту.

## Регулювання ринку Похідних фінансових інструментів в США
Контроль та реалізація операцій з цінними паперами здійснює комісія з цінних паперів і бірж, а регулювання ф'ючерсної
торгівлі здійснюється комісією з товарної ф'ючерсної торгівлі і самими ф'ючерсними біржами.

Головним органом, що здійснює функції нагляду і регулювання американського ринку ПФІ, є Комісія з цінних паперів та фондової біржі. При цьому основною функцією державних органів є попередження маніпулювання ринком, захист клієнтів і забезпечення виконання функції перенесення ризику і виявлення ціни. Комісія з цінних паперів та фондової біржі не має права накладати кримінальні санкції приватним або юридичним особам за порушення законодавства, але у її компетенції — визначати розміри штрафів, вилучати прибуток, отриманий нелегальним шляхом, забороняти приватним особам і компаніям проводити операції з цінними паперами і накладати заборону на незаконні дії. У випадках, які вимагають покарання, Комісія з цінних паперів та фондової біржі поєднує свої зусилля з міністерством юстиції США, Федеральним бюро розслідувань або з прокуратурами штатів.

Комісія з торгівлі товарними ф'ючерсами (Commodity Futures Trading Commission — CFTC) є незалежним органом уряду США, який регулює ринки ф'ючерсів і опціонів. На сьогодні Комісія з торгівлі товарними ф'ючерсами гарантує економічну доцільність й вигідність ф'ючерсних і опціонних ринків, забезпечуючи їх конкурентність, ефективність і ліквідність, гарантуючи цілісність й фінансову цілісність процесу клірингу, захищаючи учасників ринку від маніпуляції, неетичних торгових методів і шахрайства. Контрольні й наглядові методи Комісії дозволяють ринку ПФІ бути важливим інструментом, за допомогою якого забезпечується справедливе ціноутворення і зниження фінансових ризиків.

Федеральна резервна система США повинна забезпечувати стабільність фінансової системи, контроль системних ризиків на фінансових ринках, у т.ч на ринку ПФІ.
На рівні штатів маються власні регулюючи органи, які володіють повноваженнями щодо покарання за порушення законодавства штатів.